# Васев, Димитар
Димитар Николаев Васев (болг. Димитър Николаев Васев; род. 10 сентября 1965, София) — болгарский футболист; защитник, завершивший карьеру. В 1983—1993, 1994—1996 и 2001 годах играл за болгарский клуб «Локомотив» в Софии. В 1993—1994 году играл в составе болгарского клуба «Локомотив» в Пловдиве. В 1997 году выступал за китайский клуб «Шанхай Шэньхуа». В 2000—2001 году — за американский клуб «Эль-Пасо Пэтриотс». В 1988—1993 годах выступал за сборную Болгарии по футболу. Тренер.

## Клубная карьера
В ходил в состав молодёжной команды клуба «Локомотив» София. Играл в составе взрослой команды с июля 1983 года. Всего за клубную карьеру сыграл триста матчей за столичный «Локомотив», в составе которого дважды становился вице-чемпионом страны и единожды обладателем Кубка Болгарии. Играл за китайский клуб «Шанхай Шэньхуа» и американский клуб «Эль-Пасо Пэтриотс».

## Международная карьера
С 1988 по 1993 год входил в состав сборной Болгарии. Дебютировал 21 января 1988 года в гостевом матче против сборной Катара, окончившимся победой хозяев со счётом 2:3.

## Тренерская карьера
Имеет тренерскую лицензию UEFA Pro. Работал помощником тренера молодёжной команды клуба «Локомотив» София. После ухода главного тренера Драгана Окуку, 31 мая 2010 года Васев был назначен на его место и тренировал команду до 22 ноября 2010 года.
7 апреля 2014 года он был назначен тренером клуба во второй раз, сменив Стефана Генова. Ассоциация профессиональных футболистов Болгарии выбрала его лучшим тренером сезона 2014-15 года после того, как его команда заняла 3-е место в группе «А». Однако команде Васева не удалось получить лицензию и позднее она была распущена.
8 июня 2017 года он был объявлен новым тренером столичного клуба «Септември». Его первым помощником стал Христо Арангелов. Васев был уволен 23 августа 2017 года, уступив место Николаю Митову.

## Достижения

### Как игрока
«Локомотив (София)»
- Кубок Болгарии (1): 1994/95[англ.].

### Как тренера
- Лучший тренер Первой лиги в сезоне 2014/2015 года по версии Ассоциации профессиональных футболистов Болгарии.

## Личная жизнь
Отец футболиста Даниела Васева.